# Roosevelt Gardens
Roosevelt Gardens es un lugar designado por el censo ubicado en el condado de Broward en el estado estadounidense de Florida. En el Censo de 2010 tenía una población de 2.456 habitantes y una densidad poblacional de 2.856,23 personas por km².

## Geografía
Roosevelt Gardens se encuentra ubicado en las coordenadas 26°8′27″N 80°10′51″O / 26.14083, -80.18083. Según la Oficina del Censo de los Estados Unidos, Roosevelt Gardens tiene una superficie total de 0.86 km², de la cual 0.86 km² corresponden a tierra firme y (0%) 0 km² es agua.

## Demografía
Según el censo de 2010, había 2.456 personas residiendo en Roosevelt Gardens. La densidad de población era de 2.856,23 hab./km². De los 2.456 habitantes, Roosevelt Gardens estaba compuesto por el 2.2% blancos, el 96.46% eran afroamericanos, el 0.08% eran amerindios, el 0.04% eran asiáticos, el 0% eran isleños del Pacífico, el 0.29% eran de otras razas y el 0.94% pertenecían a dos o más razas. Del total de la población el 2% eran hispanos o latinos de cualquier raza.